# آنی کاوافیان
آنی کاوافیان (ارمنی: Անի Քավաֆյան؛ زادهٔ ۱۰ مهٔ ۱۹۴۸) یک نوازنده ویولن موسیقی کلاسیک و استاد کالج موسیقی ییل ارمنی‌تبار اهل ایالات متحده آمریکا است.

## زندگی‌نامه
وی در استانبول به دنیا آمد. در سال ۱۹۵۶ به همراه خانواده اش به دیترویت، میشیگان نقل مکان نمود. از سال ۱۹۶۶ در مدرسه جولیارد زیر نظر ایوان گالامیان و سالی توماس آموزش دید. وی در سال ۱۹۷۹ به عضویت «انجمن موسیقی کلاسیک مرکز لینکلن» (Chamber Music Society of Lincoln Center) درآمد و با برنارد میندیچ که یک هنرمند بود ازدواج کرد.